# Corey-Schmidt-Oxidation
Die Corey-Schmidt-Oxidation (auch PDC-Oxidation), benannt nach ihren Entdeckern Elias J. Corey und Greg Schmidt ist eine Namensreaktion aus der organischen Chemie und wurde erstmals 1979 veröffentlicht. Die Reaktion beschreibt die Oxidation eines Alkohols zu einem Aldehyd (oder einem Carbonsäureester). Als Oxidationsmittel wird das  Cornforth-Reagenz, besser bekannt als Pyridiniumdichromat (kurz PDC), verwendet:
Die Corey-Schmidt-Oxidation ähnelt der Corey-Suggs-Oxidation (PCC-Oxidation), bei der als Oxidationsmittel Pyridiniumchlorochromat zum Einsatz kommt.

## Übersichtsreaktion
Ein primärer Alkohol RCH2OH oxidiert unter Einsatz von Dichlormethan und des Oxidationsmittels Pyridiniumdichromat zu einem Aldehyd:
Anstelle des Aldehyds wird der Methylester einer Carbonsäure synthetisiert, wenn Methanol und Dimethylformamid als Lösungsmittel benutzt werden:
Bei der Oxidation sekundärer Alkohole R2CHOH entstehen Ketone.

## Reaktionsmechanismus
Der Mechanismus ist in der Literatur beschrieben und wird am Beispiel einer Aldehydsynthese illustriert:
Ein freies Elektronenpaar des primären Alkohols 1 greift am Chromatom des Pyridiniumdichromat (Oxidationsmittel) 2 an, dabei bildet sich die reaktive Zwischenstufe 3. Anschließende Elektronen- und Atomumlagerung bildet unter Abspaltung eines Chromsäurederivats 4 die Zwischenstufe 5. Abschließende Abspaltung von hydratisiertem Chrom(IV)-oxid liefert den Aldehyd 6.